# Levet
Levet ist eine französische Gemeinde mit 1.367 Einwohnern (Stand: 1. Januar 2022) im Département Cher in der Region Centre-Val de Loire. Sie gehört zum Arrondissement Bourges und zum Kanton Trouy. Die Einwohner werden Levétois genannt.

## Geographie
Levet liegt etwa 17 Kilometer südlich von Bourges in Zentralfrankreich am Ufer des Flusses Rampenne. Umgeben wird Levet von den Nachbargemeinden Lissay-Lochy im Norden, Senneçay im Nordosten und Osten, Saint-Germain-des-Bois im Südosten und Süden, Serruelles im Süden und Südwesten, Corquoy im Südwesten und Westen sowie Arçay im Westen und Nordwesten.
Durch die Gemeinde führen die Autoroute A71 und die früheren Route nationale 140 (heutige D940) und 144 (heutige D2144).

## Bevölkerungsentwicklung
| Jahr                       | 1962 | 1968 | 1975 | 1982 | 1990 | 1999 | 2006 | 2012 | 2019 |
| Einwohner                  | 867  | 992  | 1108 | 1266 | 1342 | 1269 | 1.92 | 1383 | 1379 |
| Quellen: Cassini und INSEE |      |      |      |      |      |      |      |      |      |

## Sehenswürdigkeiten
- Kirche Saint-Martin aus dem 19. Jahrhundert
- Schloss Soulangy